# Francisco Morales Padrón
Francisco Morales Padrón (Santa Brígida (Gran Canaria), Canarias; 1924-Sevilla, Andalucía; 15 de noviembre de 2010) fue un historiador, investigador y profesor universitario español, especializado en el descubrimiento de América por la Universidad de Sevilla.

## Biografía

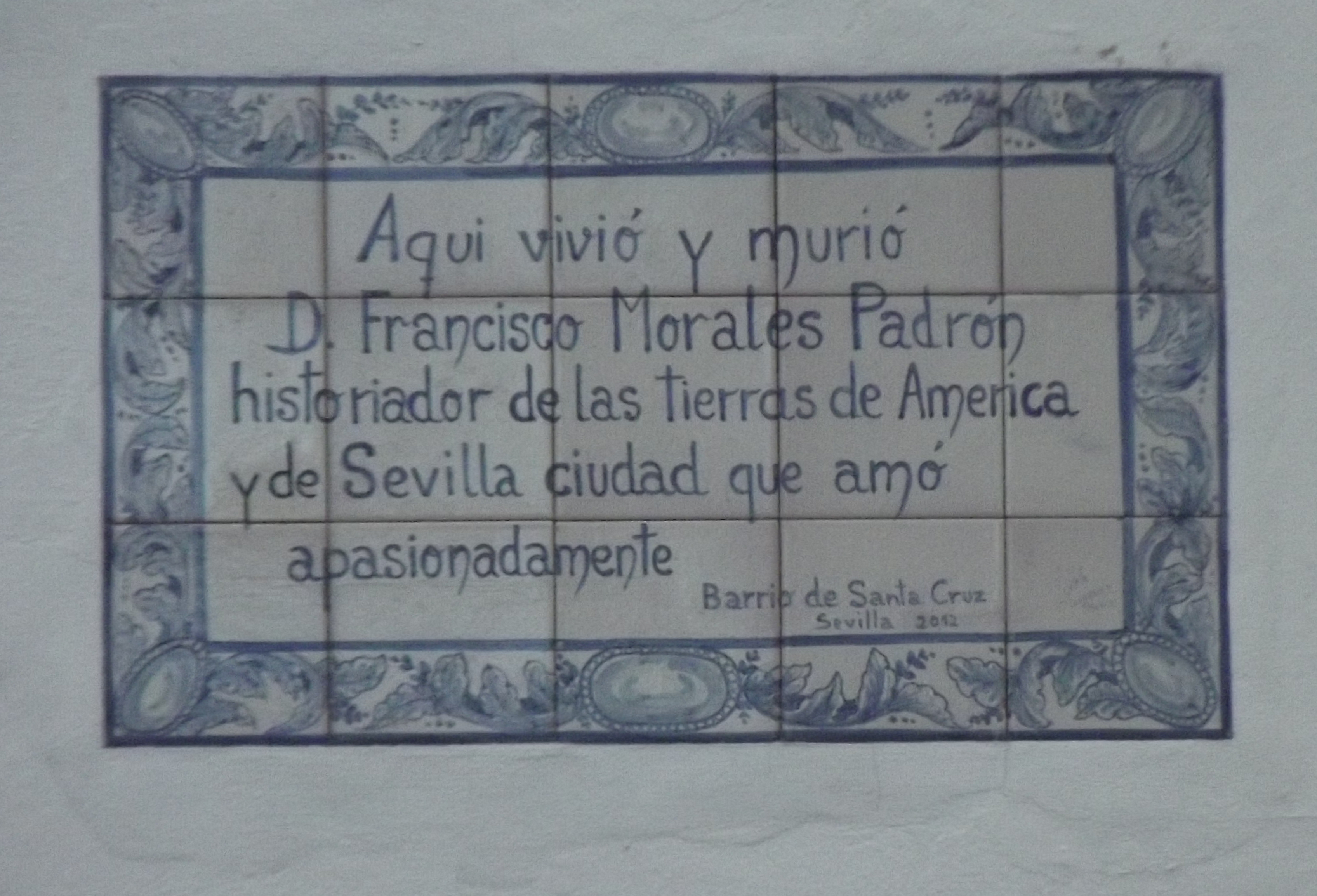
Azulejo en el barrio de Santa Cruz.

Completó sus estudios en la Universidad de la Laguna, para luego especializarse en Historia de América en la Hispalense. Entre sus obras con más renombre destacan "Jamaica Española" (1952), "El comercio canario-americano (siglos XVI, XVII, XVIII)" (1995), "Historia de la Conquista de América" (1973), "Sevilla, Canarias y América" (1970) o "Sevilla insólita" (1972), editada hasta siete veces y el ejemplar más vendido del Servicio de Publicaciones de la Universidad de Sevilla.
Fue colaborador científico del C.S.I.C., catedrático de la Universidad de Sevilla en la cátedra "Historia de los Descubrimientos Geográficos" (1958-1988) y profesor Emérito de la misma facultad entre 1989 y 2006. Entre otros cargos, fue Vicedecano y Decano de la Facultad de Filosofía y Letras de la Universidad de Sevilla (1962- 1969), Vicedirector de la Escuela de Estudios Hispanoamericanos de Sevilla (1965-1970), Director del Departamento de Historia de América (1972-1978), Director del Colegio Mayor Universitario "Hernando Colón" (1964-1978), Director de la Real Academia Sevillana de Buenas Letras (1981-1990) y Director de la fundación Focus-Abengoa (1989-2003).
Ha ejercido la docencia en la Universidad de Sevilla, la Escuela Diplomática española, la Universidad de Florencia, la Universidad de Varsovia y la Universidad de San Miguel de Tucumán (Argentina). Ha participado en los Cursos de Verano de la Universidad Menéndez y Pelayo, los de El Escorial, los de la Universidad Hispanoamericana de Santa María de la Rábida, los Cursos de Otoño de la Universidad de Sevilla y los de la Fundación Fundes.
Llamado y solicitado por numerosas Universidades, ocupó muchos cargos en la Hispalense además de presidente de la Real Academia Sevillana de las Buenas Letras, entre otros. Premiado con numerosas condecoraciones que avalaban su trayectoria profesional, recibió la Encomienda Alfonso X el Sabio, la Orden al Mérito Civil Peruano, la Orden Andrés Bello de Venezuela o recientemente la medalla de oro de la Universidad Internacional de la Rábida antes de fallecer.
Entre algunas de sus distinciones, fue doctor honoris causa por las universidades Attila Josef de Szeged, Hungría, por la de Génova y por la de Las Palmas de Gran Canaria. Recibió la placa de Alfonso X el Sabio, el Orden al mérito civil del Gobierno Peruano, la Orden Andrés Bello, segundo grado, de Venezuela, el Can de plata del Exmo. Cabildo Insular de Gran Canaria. Asimismo, es Hijo adoptivo de la ciudad de Las Palmas de Gran Canaria y predilecto de su pueblo natal, Santa Brígida.
Perteneció a la Real Academia Española y la Real Academia de la Historia, a las Academias Nacionales de la Historia de Portugal y Argentina, a la Société des Ameticanistes (París) y a varios organismos de México, Honduras, Panamá, Puerto Rico, Venezuela, Brasil, Argentina, Paraguay y Perú.
Recientemente se han reeditado numerosos trabajos del profesor loando su obra, además de publicarse dos libros después de su fallecimiento. En Sevilla desde el Ayuntamiento se ha abierto una posibilidad, a petición de la asociación de vecinos del Barrio de Santa Cruz que logró reunir 11.000 firmas, para dedicarle una calle en dicho barrio.